# Anis Lunifi
Anis Lunifi –en árabe, أنيس الونيفي– (nacido el 7 de enero de 1978) es un deportista tunecino que compitió en judo.
Ganó dos medallas en el Campeonato Mundial de Judo en los años 2001 y 2003, y cuatro medallas en el Campeonato Africano de Judo entre los años 2000 y 2005. En los Juegos Panafricanos de 1999 consiguió una medalla de plata.

## Palmarés internacional
| Campeonato Mundial  | Campeonato Mundial           | Campeonato Mundial | Campeonato Mundial |
| Año                 | Lugar                        | Medalla            | Categoría          |
| ------------------- | ---------------------------- | ------------------ | ------------------ |
| 2001                | Múnich (Alemania)            | Medalla de oro     | –60 kg             |
| 2003                | Osaka (Japón)                | Medalla de bronce  | –60 kg             |
| Juegos Panafricanos |                              |                    |                    |
| Año                 | Lugar                        | Medalla            | Categoría          |
| 1999                | Johannesburgo (Sudáfrica)    | Medalla de plata   | –66 kg             |
| Campeonato Africano |                              |                    |                    |
| Año                 | Lugar                        | Medalla            | Categoría          |
| 2000                | Argel (Argelia)              | Medalla de oro     | –60 kg             |
| 2002                | El Cairo (Egipto)            | Medalla de oro     | –66 kg             |
| 2004                | Túnez (Túnez)                | Medalla de bronce  | –66 kg             |
| 2005                | Puerto Elizabeth (Sudáfrica) | Medalla de bronce  | –66 kg             |